# Committee for Skeptical Inquiry

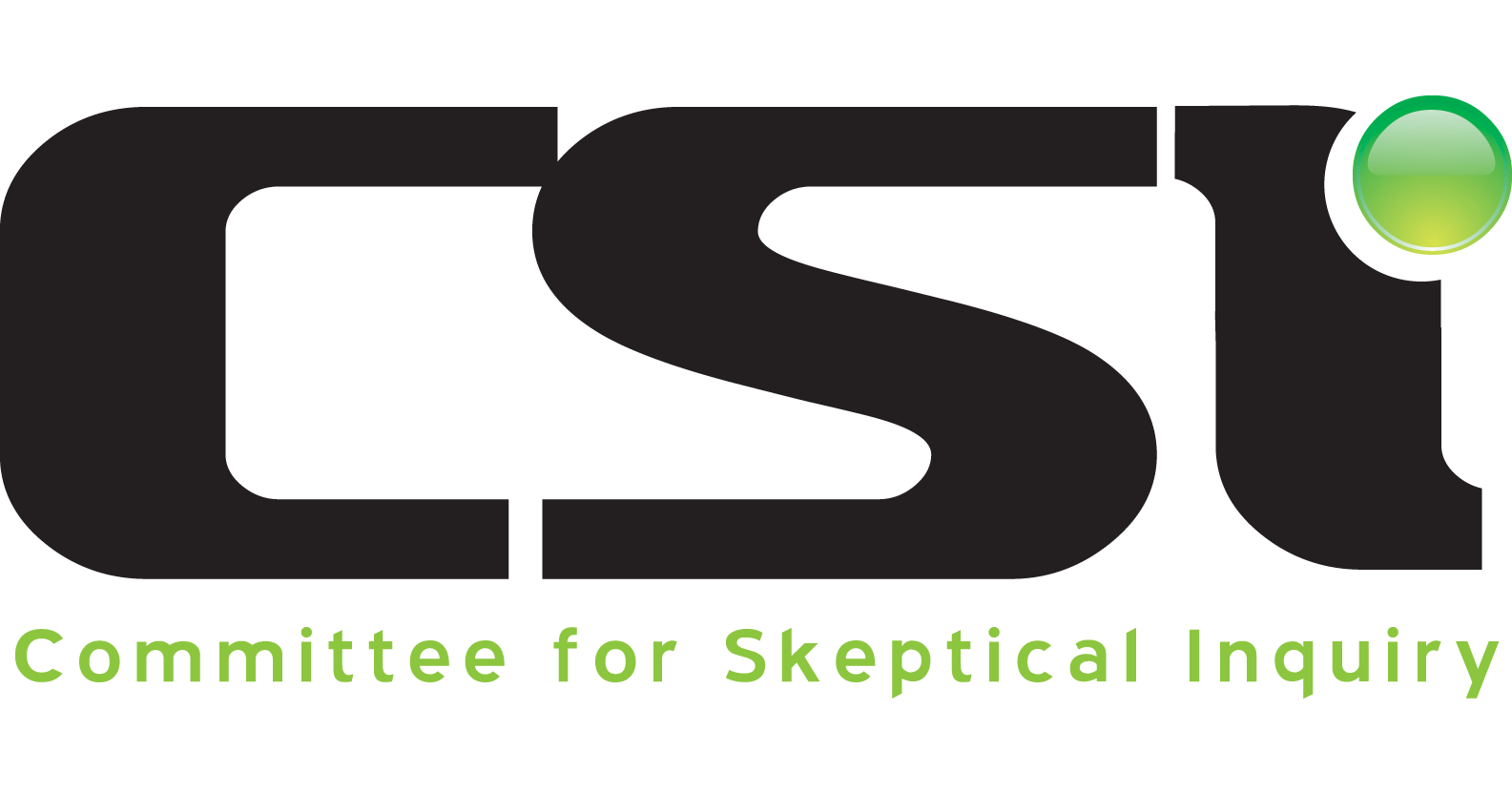
Logo CSI.

Committee for Skeptical Inquiry (CSI, volně přeloženo jako Výbor pro skeptické zkoumání) do roku 2006 známý jako Committee for the Scientific Investigation of Claims of the Paranormal (CSICOP, česky Výbor pro vědecké zkoumání paranormálních názorů) je výborem americké nezisková organizace Center for Inquiry. Jde o vědecko-skeptický výbor zabývající se „podporu vědeckého bádání, kritického výzkumu a používání rozumu při zkoumání sporných a mimořádných tvrzení“. Výbor byl založen v roce 1976 Paulem Kurtzem a sídlí v Amherstu ve státě New York. V CSI působilo a působí mnoho významných vědců, laureátů Nobelovy ceny, filozofů, pedagogů, spisovatelů a dalších osobností.